# Ichhapur Defence Estate
Ichhapur Defence Estate là một thị trấn thống kê (census town) của quận North Twentyfour Parganas thuộc bang Tây Bengal, Ấn Độ.

## Nhân khẩu
Theo điều tra dân số năm 2001 của Ấn Độ, Ichhapur Defence Estate có dân số 10.348 người. Phái nam chiếm 54% tổng số dân và phái nữ chiếm 46%. Ichhapur Defence Estate có tỷ lệ 82% biết đọc biết viết, cao hơn tỷ lệ trung bình toàn quốc là 59,5%: tỷ lệ cho phái nam là 87%, và tỷ lệ cho phái nữ là 75%. Tại Ichhapur Defence Estate, 7% dân số nhỏ hơn 6 tuổi.